# Microseris lanceolata
Microseris lanceolata là một loài thực vật có hoa trong họ Cúc. Loài này được (Walp.) Sch.Bip. mô tả khoa học đầu tiên năm 1866.